# Меланипа
Меланипа је у грчкој митологији било име више личности.

## Митологија
- Кћерка кентаура Хирона, која се у литератури среће и као Окироја. У Овидијевим „Метаморфозама“ се као њена мајка помиње Харикло. Била је нимфа и имала дар прорицања. Зевс ју је преобразио у кобилу зато што је одавала тајне богова и поставио је у сазвежђе Пегаз. Њен отац Хирон је такође пренесен међу звезде или у суседно сазвежђе Стрелац или у удаљеније сазвежђе Кентаур. Према другом предању, у кобилу ју је претворила Артемида која ју је мрзела. Постоји и предање према коме је она зачела са Еолом, богом ветра, па је у страху од свог оца побегла на планину Пелион. Пошто ју је отац тражио, уплашила се да ће је наћи и открити њену бременитост, па је замолила богове да је претворе у кобилу. Молбу јој је испунила Артемида.[1]

- Према Диодору, она је била Еолова мајка, кога је зачела са Хипотом.[2]

- Кћи тесалског краља Еола и Хипе, коју су називали и Арна или Антиопа.[3] Она је са Посејдоном имала два сина, Еола и Беота. Плашећи се од свог оца, децу је сакрила међу говеда. Међутим, дечаци су нађени и краљ је наредио да их убију. Меланипа је на све начине покушавала да их спаси и коначно је признала да су њени. Еол је одлучио да је казни, али ју је спасила мајка. Према другом предању, Еол је ослепео кћерку и бацио је у тамницу, а дечаке оставио саме у планини. Тамо их је хранила крава, све док их нису нашли и предали Метапонту и његовој супрузи Теано, који су их одгајили. Када су одрасли, сазнали су за судбину своје мајке. Они су је спасили, а деду убили. Посејдон је својој љубавници вратио вид. Њоме се оженио Метапонт, пошто се његова жена у међувремену убила.[4]

- Једна од Мелеагрида. Након смрти њеног брата Мелеагра, Артемида ју је претворила у птицу.[5]

- Амазонка, сестра краљице Хиполите, Арејева кћерка, коју је Херакле заробио и у замену за њу тражио Хиполитин појас. Према неким изворима, она је заједно са сестром предводила поход Амазонки на Фригију. Убио ју је Теламон.[4]

- Још једна Амазонка, могућа Хиполитова мајка.[6]